# レッツァート
レッツァート（伊: Rezzato）は、イタリア共和国ロンバルディア州ブレシア県にある、人口約13,000人の基礎自治体（コムーネ）。

## 地理

### 位置・広がり

#### 隣接コムーネ
隣接するコムーネは以下の通り。
- ボッティチーノ
- ブレシア
- カステネードロ
- マッツァーノ
- ヌヴォレーラ

### 地震分類
イタリアの地震リスク階級 (it) では、2 に分類される
。

## 行政

### 分離集落
レッツァートには、以下の分離集落（フラツィオーネ）がある。
- Virle, Treponti, San Giacomo

## 姉妹都市
- ボゴロジツク、ロシア 2007年